# Zonioploca pallida
Zonioploca pallida är en kackerlacksart som beskrevs av Robert Walter Campbell Shelford 1909. Zonioploca pallida ingår i släktet Zonioploca och familjen storkackerlackor. Inga underarter finns listade i Catalogue of Life.